# Ratusz w Barczewie
Ratusz w Barczewie – siedziba władz miejskich Barczewa, zabytkowy budynek znajdujący w centrum miasta, na środku dawnego rynku, w miejscu, gdzie niegdyś stała studnia miejska. Został wybudowany w XIX wieku w stylu neogotyckim.

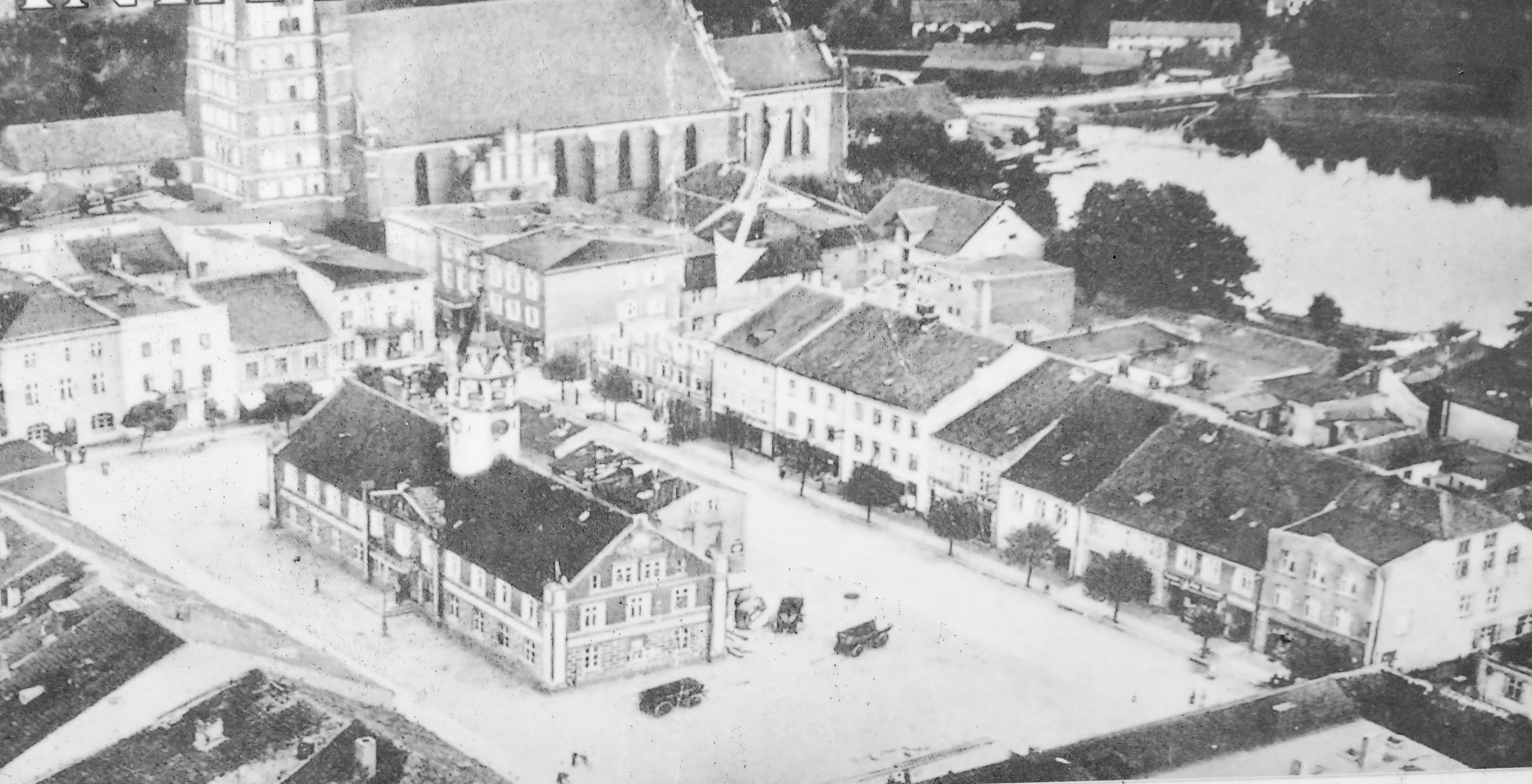
Ratusz i rynek w latach 30. XX wieku

## Architektura
Budynek został skonstruowany na planie prostokąta. Jest budowlą piętrową, podpiwniczoną, z zagospodarowanym poddaszem, pokrytym dwuspadowym dachem z czerwonej ceramiki. Na frontowej elewacji znajduje się środkowy ryzalit zwieńczony naczółkiem, na którym znajduje się herb miasta. W centralnej części budynku z dachu wyrasta ośmioboczna neogotycka wieża z czterema tarczami zegarowymi, otoczona ażurową balustradą i udostępniona jako taras widokowy. Szczyt zakończony jest blaszanym, ostrołukowym hełmem podpartym ośmioma filarami tworzącymi duży prześwit. Na jego wierzchołku mieści się iglica z metalową chorągiewką. Architekturę budynku urozmaicają trójkątne schodkowe szczyty ścian oraz gzyms kordonowy między kondygnacjami.